# Florence Engelbach
Florence Ada Engelbach, nascuda Neumegen, (Jerez de la Frontera, 9 de juny de 1872 - Londres, 27 de febrer de 1951), va ser una pintora de retrats, paisatges i peces florals. Va néixer a Espanya de pares anglesos i, després de formar-se a Londres, va establir la seva carrera artística a Gran Bretanya. [1]

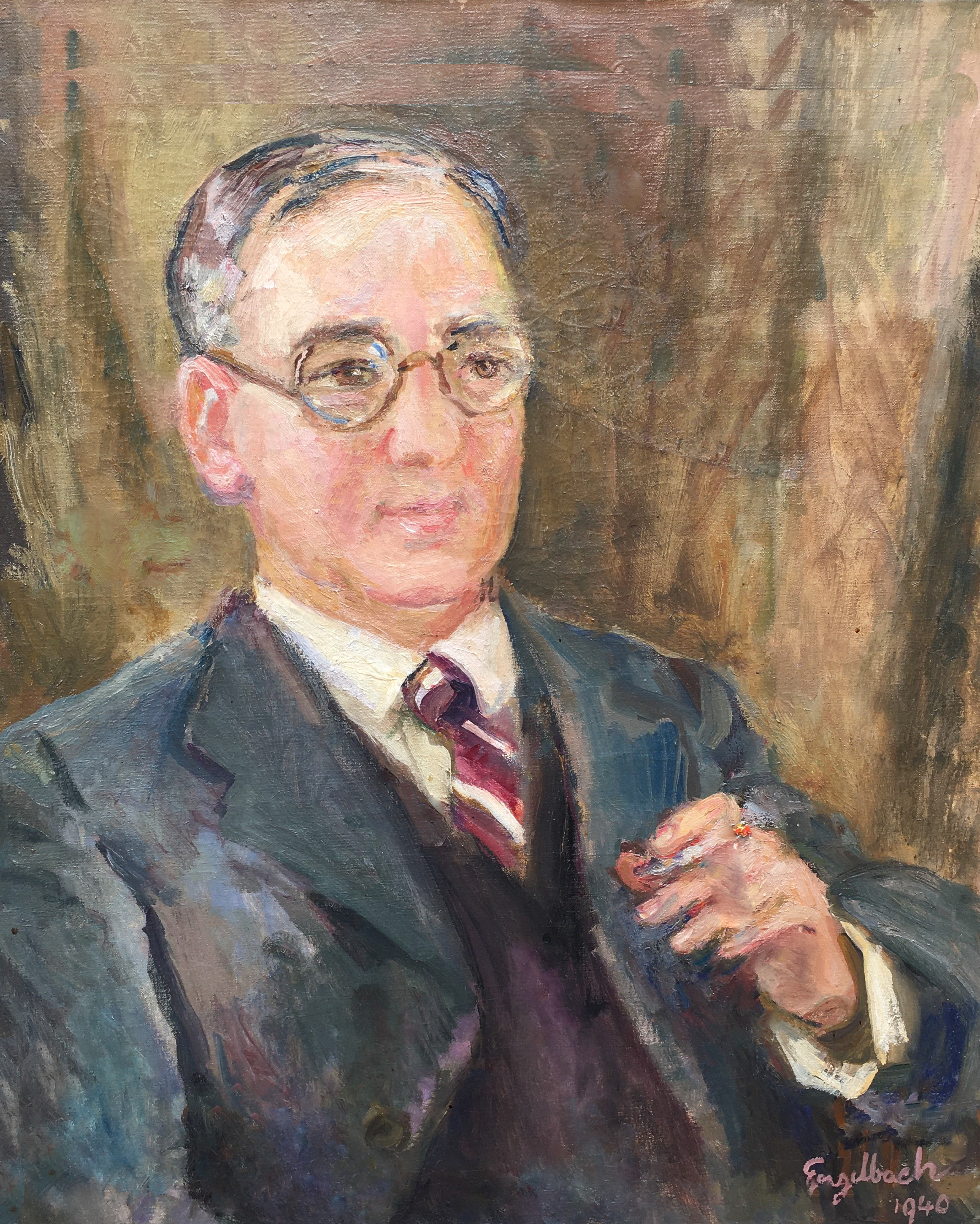
Obra d'Florence Engelbach. Pintora.

Engelbach va néixer a Espanya, a Jerez de la Frontera, de pares anglesos. [2] Durant els anys 1890 va estudiar a Londres a la Westminster School of Art i a la Slade School of Art abans de completar els seus estudis a París [3] Engelbach va fer veure obres a la Laing Art Gallery de Newcastle upon Tyne i al Saló de París. [4] El 1901 es va mostrar una fotografia, sota el seu nom de soltera, a la Royal Academy de Londres. [5] Va ser guardonada amb una medalla de bronze en una exposició femenina del International Art Club que es va celebrar a Londres. [4] El 1902 es va casar amb un C.F.R Engelbach i es va retirar de la carrera d'art i exposició a temps complet per formar una família. [3] Engelbach va tornar a la pintura a finals dels anys vint i va fer una exposició individual a la Beaux Arts Gallery el 1931. Va continuar la seva exposició tant a la Royal Academy com al Saló de París i també al Royal Institute of Oil Painters i la National Society of Pintors, escultors i gravadors / estampadors i es va convertir en membre d'aquestes dues últimes societats. [3] [4] Les galeries Goupil, Tooths i Lefevre van ser una de les preocupacions comercials que van mostrar el seu treball. [5] [3] Originalment Engelbach era retratista, però més tard es va convertir en un pintor especialista en flors que també pintava paisatges. [1] La seva pintura Roses, dels anys trenta, es troba a la col·lecció Tate. [6] Una exposició commemorativa per a Engelbach es va celebrar a les galeries Leicester el 1951. [3]